# Lustrinia
Lustrinia là chi thực vật có hoa trong họ Acanthaceae.